# كأس فرنسا 2014–15
كأس فرنسا 2014–15 (بالفرنسية: Coupe de France de football 2014-2015)‏ هو موسم من كأس فرنسا. أقيم خلال الفترة 13 سبتمبر 2014 وحتى 30 مايو 2015، وفاز فيه باريس سان جيرمان.